# Ruth Kedar
Ruth Kedar (Campinas, 27 de janeiro de 1955) é uma designer gráfica brasileira, conhecida por ser a criadora do logotipo da empresa Google.
O sucesso da sua tese "cartas de baralho" resultou em ser requisitada pela Adobe Systems para ser uma das criadoras do Adobe Deck.
Ela é uma das fundadoras do Art.Net, onde ela tem o seu estúdio de arte online desde 1994. Foi professora do Departamento de Arte na Universidade de Stanford de 1988 a 1999. Durante aquele tempo em Stanford, conheceu Larry Page e Sergey Brin e, posteriormente, foi a pessoa encarregada pela concepção do logotipo do Google.
Ruth Kedar recebeu vários prêmios em design e suas obras de arte são exibidas não apenas nos Estados Unidos, mas internacionalmente.

## Biografia

### Primeiros anos da carreira
Ruth Kedar nasceu no dia 27 de janeiro de 1955, em Campinas. Na véspera de seu aniversário de 16 anos, sua família emigrou para Israel em 1971.  Lá, Ruth foi aceita no Instituto de Tecnologia de Israel, onde recebeu o diploma de bacharel em Arquitetura no Technion. Após finalizar seu bacharelado, a designer começou a trabalhar em sua própria empresa em Israel, com o objetivo de oferecer serviços na área gráfica da configuração das partes internas de edifícios, construindo uma ponte entre arquitetura e design gráfico.
Alguns anos após ter finalizado seu bacharelado, a designer investiu em conhecimento teórico aprofundado sobre design, vinculado à continuação de sua carreira acadêmica, ingressando em uma pós-graduação. Em 1985, entrou na Universidade de Stanford, para realizar o programa de Mestrado em Design da instituição. Inicialmente, o objetivo era aprofundar seu conhecimento na área gráfica arquitetônica, mas Ruth volta-se para outras possibilidades, e passa a experimentar outras propostas de especialização.
E foi assim que surgiu a ideia de usar um baralho de cartas como seu objeto de estudo, tendo em vista ser um objeto versátil que crianças, adultos, qualquer pessoa de qualquer idade utiliza como diversão. Para realizar este projeto, a designer utilizou uma impressora matricial e um Mac 128K. Pelo fato de a máquina possuir espaço para disco externo, ela inseriu também um disquete próprio de 128K. Com estes equipamentos a designer imprimia em preto e branco. Porém, Ruth viu a possibilidade de conseguir fitas coloridas e foi assim que conseguiu inserir esquemas de cores nas cartas também. Também fez algumas cartas, que se apresentavam como monoprints, além de ter feito outras com uma mensagem mais tradicional.  Com isso, em 1988, graduou-se como Mestre das Artes Plásticas.
O sucesso de sua tese se deu dentro e fora da Universidade de Stanford, pois por conta desta, ela foi contratada pela Adobe Systems para ser uma das designers do Adobe Deck, um baralho promocional introduzido ao Adobe Illustrator para o mercado.

### Estudo e trabalho
Enquanto era estudante em Stanford, David Kelley (fundador da IDEO), era um dos seus professores. Tendo visto seu interesse e seu trabalho de conclusão, David buscou conectá-la com a empresa Adobe Systems que, nesse período de final da década de 80, tinha acabado de lançar o programa Adobe Illustrator. Tal programa vinha com a proposta de permitir que o usuário conseguisse desenhar curvas com maior perfeição e complexidade, não se limitando ao pixel.
Com a contratação pela Adobe Systems a designer teve oportunidade de trabalhar no projeto Adobe Deck, produzido em 1988. O intuito desse projeto foi de funcionar como uma peça de marketing para o software Adobe Illustrator (que tinha sido lançado em 19 de março de 1987). Este projeto surgiu pelo fato de que o programa precisava de reforço de maketing para atrair potenciais usuários (designers). Porém, a Adobe enfrentava enorme barreira à entrada deste produto, porque designers acreditavam que uma ferramenta como essa iria provocar perda de originalidade dos traços, fazendo todos parecerem iguais. Esta barreira só foi identificada com a entrada de Ruth Kedar no projeto, e o Illustrator, a partir de então, foi capaz de mostrar sua inovação, como um software que faria cada design ressaltar sua especificidade.
Além disso, dentro desse período, mais precisamente em 1988, após ter finalizado seu Mestrado em Design, Ruth iniciou seu trabalho como professora do Departamento de Arte na Universidade de Stanford, onde ficou de 1988 a 1999.
Ruth também possui projetos autorais relacionados ao design de baralhos de cartas. Sendo eles os premiados: Analog e Duolog Deck. Ambos os baralhos, lançados em torno da década de 1990, também possuem caráter colecionável, e podem ser encontrados para compra no site Kedar Designs.

## Surgimento do logo da Google
Enquanto lecionava no Departamento de Arte na Universidade de Stanford em 1999, Ruth foi abordada por um colega dentro do Centro de Pesquisa em Design da universidade, mencionando que dois de seus colegas, Larry Page e Sergey Brin, tinham acabado de fundar uma empresa (Google) e estavam precisando de uma pessoa para ajudá-los na criação de seu logotipo.
Após a confirmação de interesse para idealizar o projeto da criação do logo da Google, Ruth apresentou algumas ideias preliminare, que ambos os fundadores gostaram, o que resultou em sua contratação para criação do logotipo.
O objetivo de Larry Page e Sergey Brin era que o logótipo do Google transmitisse características visuais que os diferenciasse dos concorrentes da época (Yahoo, Excite, HotBot, LookSmart e Lycos), além de representar sua visão única e criativa. Com base nisso, Ruth realizou pesquisas e conversas extensas com ambos os fundadores para obter maior compreensão sobre suas visões de público e cultura, para a empresa que estavam construindo.
A versão que foi selecionada por ambos era divertida e leve, parecer quase não projetada, proporcinando uma leitura sem esforço. As cores trazem à mente a experiência que ambos os fundadores tinham como objetivo: passar aos seus usuários um sinal de que iria experienciar, utilizando o buscador Google, algo intuitivo, fácil e divertido.

A textura e o sombreamento de cada letra, resultaram em um levantamento da página, dando-lhe consistência mas com leveza. A designer usou a fonte Catull, sutilmente sofisticada, mas com certo humor e irreverência. Além de ser uma fonte serifada de estilo antigo, Catull ilustra elementos de instrumentos de escrita tradicionais, como a pena e o cinzel, com um toque moderno. Estes detalhes fizeram transmitir uma ligação entre o antigo mundo analógico e a nova era digital, o que fez com o logotipo resistisse ao teste do tempo, sendo só atualizado para uma versão "flat" (bidimensional) em 18 de setembro de 2013.

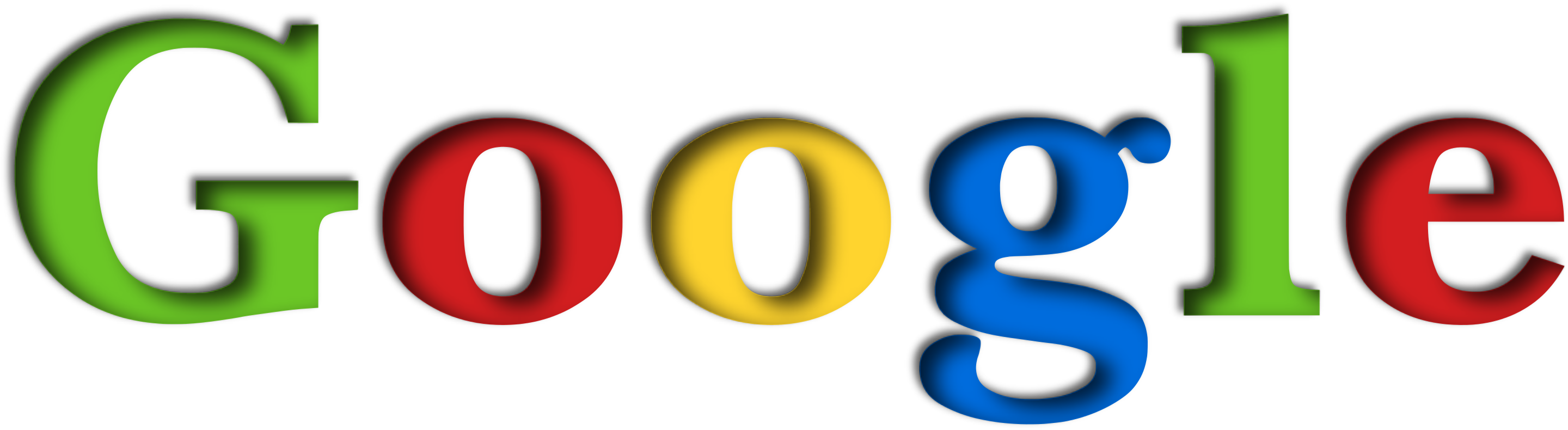
Logotipo original, em Baskerville Bold, usado entre setembro e outubro de 1998.
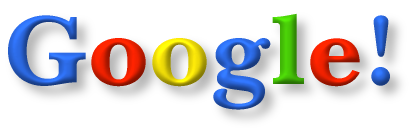
O logo Google!, usado entre outubro de 1998 e maio de 1999.
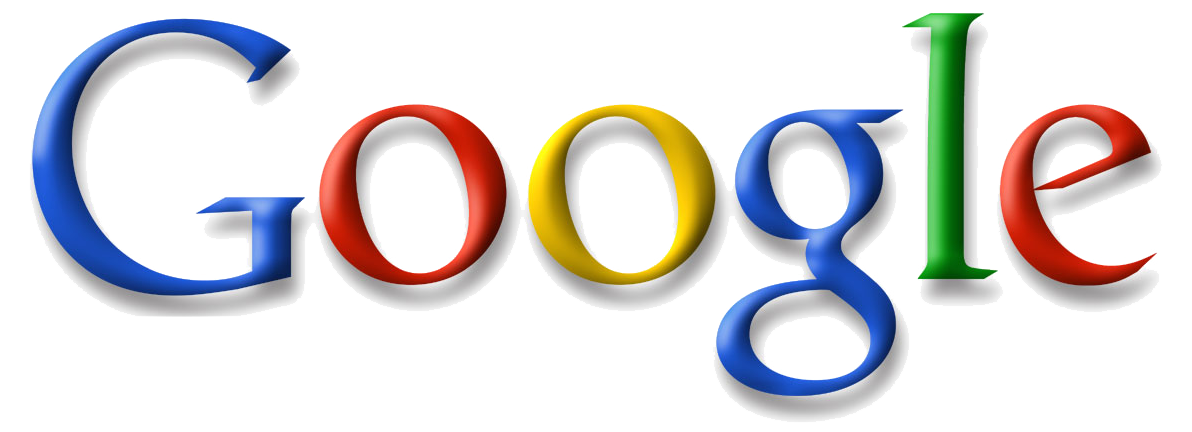
O grande logo usado entre 31 de maio de 1999 a 5 de maio de 2010.
Logotipo usado entre 19 de setembro de 2013 e 1 de setembro de 2015. Ele perde todas as projeções de sombra, passando a ser 2D.

## Coleções
Ruth teve suas obras de arte exibidas nacionalmente e internacionalmente, algumas destas obras e suas coleções podem ser adquiridas no site de sua agência de design gráfico (Kedar Designs), sendo elas:
- Moments in Time
- Tapis, K’ossu and Tsuzure
- Portals to Enchantment
- Sounds of Silence
- I Am Woman
- Of Loss and Longing
- Germinal Spring
- Art of Play
- Patter Patterns
- Armor and Shields